# Rio Paciência (vattendrag i Brasilien, Minas Gerais)
Rio Paciência är ett vattendrag i Brasilien.   Det ligger i delstaten Minas Gerais, i den sydöstra delen av landet, 800 km sydost om huvudstaden Brasília.
Omgivningarna runt Rio Paciência är huvudsakligen savann. Runt Rio Paciência är det ganska tätbefolkat, med 67 invånare per kvadratkilometer.